# Fotbalová reprezentace Bosny a Hercegoviny
Fotbalová reprezentace Bosny a Hercegoviny reprezentuje Bosnu a Hercegovinu na mezinárodních fotbalových akcích, jako je mistrovství světa nebo mistrovství Evropy.
Členem UEFA se Bosna a Hercegovina stala v roce 1993 po rozpadu Jugoslávie. Na závěrečný turnaj ME však nikdy nepostoupila. Nejblíže k tomu měla v kvalifikaci na Euro 2012 a 2016, neboť zde došla až do baráže.
V roce 2013 završila kvalifikaci na MS 2014 pod vedením trenéra Safeta Sušiće přímým postupem z prvního místa na mundial v Brazílii. Tým měl stejný počet bodů jako druhé Řecko (25), ale výrazně lepší skóre (30:6 oproti řeckému 12:4). Šlo o historicky první postup této balkánské země na světový šampionát.

## Mistrovství světa

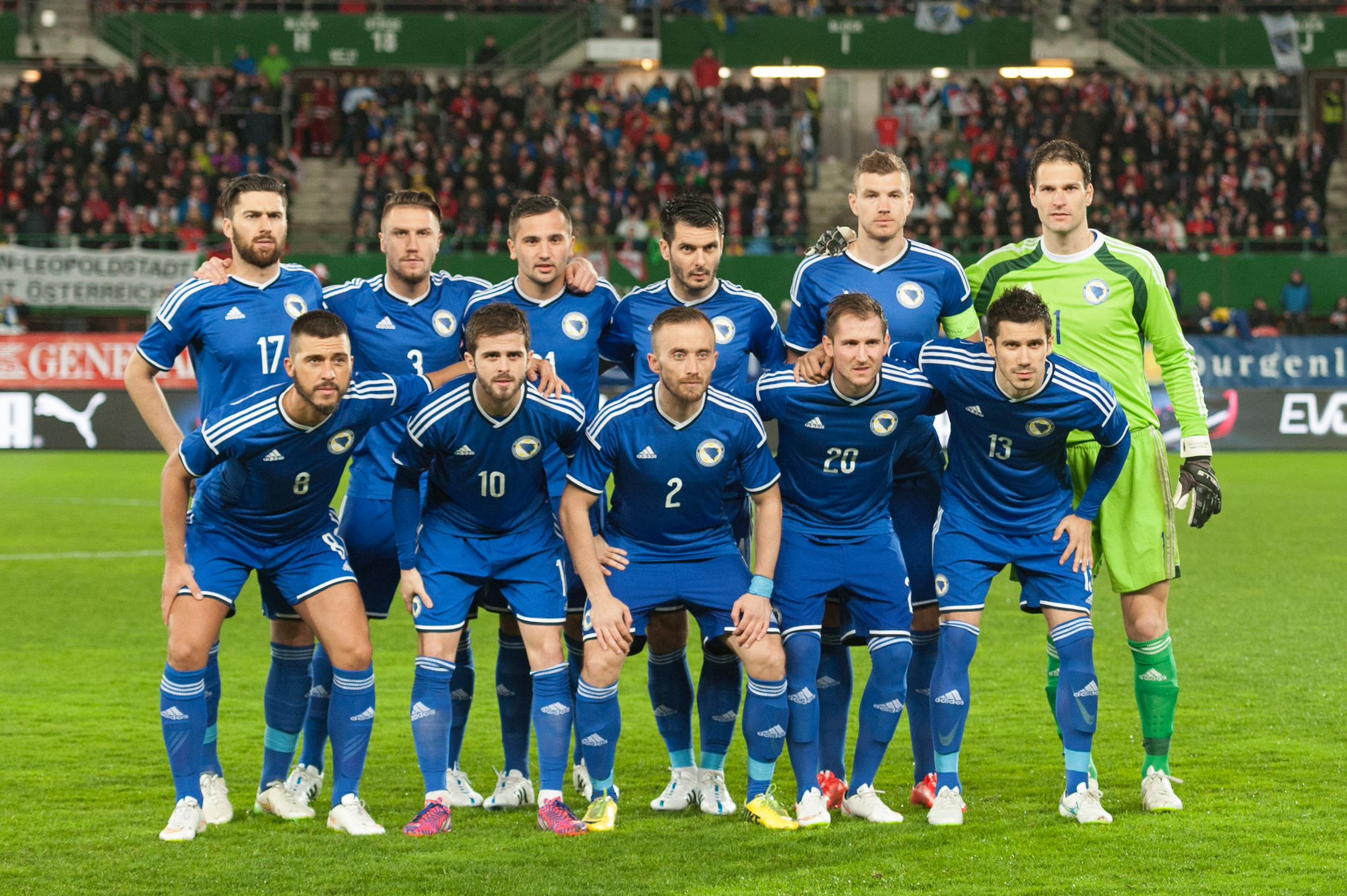
Sestava 2015

Seznam zápasů reprezentace Bosny a Hercegoviny na MS
| Rok    | Účast                                           | Soupisky |
| ------ | ----------------------------------------------- | -------- |
| 1998   | Nepostoupili z kvalifikace                      | –        |
| 2002   | Nepostoupili z kvalifikace                      | –        |
| 2006   | Nepostoupili z kvalifikace                      | –        |
| 2010   | Nepostoupili z baráže                           | –        |
| 2014   | Základní skupina                                | soupiska |
| 2018   | Nepostoupili z kvalifikace                      | –        |
| 2022   | Nepostoupili z kvalifikace                      | –        |
| Celkem | účast – 1× zlato – 0×, stříbro – 0×, bronz – 0× |          |

## Mistrovství Evropy
| Rok    | Účast                                           | Soupisky |
| ------ | ----------------------------------------------- | -------- |
| 2000   | Nepostoupili z kvalifikace                      | –        |
| 2004   | Nepostoupili z kvalifikace                      | –        |
| 2008   | Nepostoupili z kvalifikace                      | –        |
| 2012   | Nepostoupili z baráže                           | –        |
| 2016   | Nepostoupili z baráže                           | –        |
| 2020   | Nepostoupili z baráže                           | –        |
| 2024   | Nepostoupili z baráže                           | –        |
| Celkem | účast – 0× zlato – 0×, stříbro – 0×, bronz – 0× |          |

## Olympijské hry
- Zlato – 0
- Stříbro – 0
- Bronz – 0

## Dresy a jejich vývoj
Dresy pro národní tým Bosny a Hercegoviny zajišťuje od roku 2014 německý výrobce Adidas. Hlavním sponzorem týmu je BH Telecom ze Sarajeva.

Vysvětlivky:
- D – dres pro domácí utkání
- V – dres pro venkovní utkání

| 1996–2006 (D) | 1996–2006 (V) |

| Kvalifikace na MS 2010 – baráž (D) | Kvalifikace na MS 2010 – baráž (V) | Kvalifikace na Euro 2012 – baráž (D) | Kvalifikace na Euro 2012 – baráž (V) | Kvalifikace na MS 2014 (V) | Kvalifikace na MS 2014 (D) | Kvalifikace na MS 2014 (D) | Kvalifikace na MS 2014 (V) | MS 2014 (D) | MS 2014 (V) |

Tabulka ukazuje historii výrobců dresů pro národní tým Bosny a Hercegoviny:
| Období    | Výrobce dresu |
| --------- | ------------- |
| 1996–1998 | Patrick       |
| 1999      | Adidas        |
| 2000–2004 | Reusch        |
| 2005–2014 | Legea         |
| 2014–     | Adidas        |